# Història d'un policia
Història d'un policia (títol original: Flic Story) és una pel·lícula policíaca francesa de Jacques Deray de 1975. Ha estat doblada al català.

## Argument
La història novel·lada de Roger Borniche, un inspector de policia, que acorrala un perillós criminal, Émile Buisson, a la França de postguerra, a la fi dels  anys quaranta.

## Repartiment
- Alain Delon: Inspector Roger Borniche
- Jean-Louis Trintignant: Émile Buisson
- Renato Salvatori: Mario Poncini anomenat Mario el Rital
- Claudine Auger: Catherine
- Maurice Biraud: l'amo de l'hotel Saint-Appoline
- André Pousse: Jean-Baptiste Buisson
- Mario David: Raymond Pelletier
- Paul Crauchet: Paul Robier anomenat Paulo el Bombé
- Denis Manuel: Inspector Lucien Darros
- Marco Perrin: Comissari Vieuchêne
- Henri Guybet: Inspector Hidoine
- Maurice Barrier: René Bollec
- Françoise Dorner: Suzanne Bollec
- William Sabatier: Ange
- Adolfo Lastretti: Jeannot
- Frédérique Meininger: Mado
- Giampiero Albertini: Marcel
- Catherine Lachens: Jenny
- Lionel Vitrant: Un gendarme
- Christine Boisson: Jocelyne
- Rossana Di Lorenzo: Marie
- Jacques Marin: Amo de la posada
- Annick Berger: Mestressa de la posada
- Michel Charrel: un inspector

## Context de l'època
Encara que, al llarg de la pel·lícula, els calendaris penjats semblin indicar que l'acció es desenvolupa el 1947 a França, es fa referència, tres vegades, a les vagues dels miners d'octubre de 1948. Per exemple :
| « | Comissari Vieuchêne (desplegant el diari L'Humanité) : … Llavors! (llegeix a veu alta) «Un obrer, antic resistint, víctima de l'assassí Émile Buisson. El nostre camarada Guégan ha donat la seva vida pel capital. Mentre Jules Moch envia els seus policies a reprimir els miners del Pas-de-Calais, Émile Buisson corre sempre, i mata sense vergonya innocents treballadors. Que fan els nostres Maigret de la Seguretat nacional? On són, aquests policies complaentment descrits per una certa premsa sensacionalista com Superhomes? » Això, per a Borniche… Si li carreguen a Jules Moch, Jules ens ho carregarà a nosaltres… Amb a més la Confederació General del Treball de França en el clima actual, això es una farsa, hein! On és Borniche ? | » |